# Керен Морас
Керен Морас (англ. Karen Moras, 6 січня 1954) — австралійська плавчиня.
Призерка Олімпійських Ігор 1968 року, учасниця 1972 року.
Переможниця Ігор Співдружності 1970 року.